# Milan Pavlović (političar)
Milan Pavlović (Križpolje, Brinje, 1858. − oko 1915.) je bio hrvatski veleposjednik, trgovac i političar iz Križpolja. Bio je istaknuti pravaški političar. Otac je hrvatskog političara Antona Tone Pavlovića. Sin je Antona Pavlovića, trgovca i člana Komisije Krajiškog investicijskog fonda, pokrovitelja pravaške stranke.

## Životopis
Rodio se je u Križpolju 1858. godine. 
U Beču je završio trgovačku akademiju (ekonomsku školu). Po završetku školovanja vratio se u rodno mjesto. Za saborske izbore travnja 1883. Stranka prava je postavila ga je kao kandidata za izborni kotar Brinje. Poslovno i bračno je bio vezan za Senj. Pavlović je 1883. imao potporu znatnog dijela pravoslavnog stanovništva u brinjskom kotaru. Pavlović nije bio po volji vlastima, zbog čega je njegov kraj platio. Država se osvetila na njegovom rodnom kraju, tako što je ministar komunikacija odlukom spriječio početak gradnje ceste iz Bosne prema Brinju i Jezeranama, premda su sredstva za gradnju te ceste već bila odobrena, i k tome je odlučio da se cesta trasira "pustarom put Dabra", čime je Pavlovićev kraj ostao prometno-gospodarski izoliran. Uz to, vlasti su diskretno prijetile vojskom. Kotarski je predstojnik na dan izbora pozvao u Brinje jednu satniju Otočke pješačke pukovnije.
Kao zastupnik izbornog kotara Brinje odnosno Modruško-ogulinske županije bio je u Hrvatskom saboru od 1887. do 1902. godine. Važio je kao žestoki protivnik Mađara i mađarona. Poznat je bio po žestokoj ćudi, a iz tih vremena datira anegdota o njegovom fizičkom obračunu sa šurjakom bana Hedervaryja blizu Kamenitih vrata. Pred prvi svjetski rat prišao je Radićevom HPSS-u. 1910. je godine kandidirao se za narodnog zastupnika u izbornim kotarima Otočcu i Brlogu.
Dvoboj u Maksimiru
Druga, nešto ranija, afera Izidora Kršnjavoga bila je vezana za dvoboj s narodnim zastupnikom Stranke prava Milanom Pavlovićem. Naime, kad se raspravljalo o verifikaciji mandata odvjetnika Vase Paukovića, Milan Pavlović ga je optužio da je iz senjske štedionice ukrao 100 for. Teške međusobne optužbe u Saboru završile su dvobojem.
Izidor Kršnjavi najprije je bio Paukovićev sekundant, a onda je umjesto njega izašao na dvoboj s Pavlovićem. Dvoboj se odigrao 22. siječnja 1885. u Maksimiru.
Iako su pucali iz blizine jedan na drugoga (s 20 koraka), nitko nije u tom dvoboju bio ranjen. No, posljedice za sudionike dvoboja bile su značajne, napose Kršnjavoga.
Kako je Crkva zabranjivala dvoboje, katolici duelanti su bili samim činom ekskomunicirani. Kršnjavi je izgubio i mjesto profesora crkvene umjetnosti na nadbiskupskom sjemeništu. Klerici su demonstrativno napustili njegovo predavanje.47 Afera je mogla biti i opasnija, ali je Kršnjavi očito udovoljio zahtjevima Crkve da se kao zbog dvoboja ekskomunicirana osoba, mora ispovjediti i izvršiti pokoru. Strossmayer baš nije bio uvjeren da je on to učinio, iako je Kršnjavi dobio dispenzaciju od Pape. Biskup je naslućivao da Khuen protežira Kršnjavoga kao kandidata za predstojnika Odjela za bogoštovljei nastavu.
"Sad kako stvari stoje, tim je činom i Papa nekim načinom kooperirao, da Kršnjavi šef postane našega bogoštovlja i nastave, što je osobitoapsurdno, ako se nije prije ispovjedio i pričestio."
Smatrao je dakle Sv.Stolicu krivom ako je Kršnjavoga oslobodila ekskomunikacije bez čvrstogdokaza da je udovoljio crkvenim zakonima.48 Ipak, Kršnjavi je aferu sretno prebrodio.
Tekst je pisan na osnovu korespodencije Rački - Strossmayer, a preuzet je iz knjige "Korespodencija Rački - Strossmayer, treca knjig, od 5. jan. 1882 do 27. juna 1888. JAZU, Zagreb 1930, uredio Ferdo Šišić